# 日めくりタイムトラベル
『日めくりタイムトラベル』（ひめくりタイムトラベル）は、2007年1月3日から2011年3月26日まで、NHK衛星第2テレビジョンで放送されていたバラエティ番組である。

## 内容
- 毎月1回（放送しない月もある）、土曜日の20:00 - 23:00まで3時間放送。昭和のある年に起こった話題・事件・文化などのジャンルを取り上げる[1]。
- 出演者には、その年に生まれた3人のリポーター、先輩、後輩、平成組、そして証言者（VTRを含む）まで出演し交えてのエピソードを送る。第1回の放送は昭和42年（1967年）だった。
- 2008年度までは画面サイズ4:3で制作されていたが、2009年度からは画面サイズ16:9で制作された。
- スペシャル版として、「新春特集 昭和の大ブーム!」「昭和のヒーロー特集!」「昭和ニッポンご当地特集!!」があった（それまでの番組をジャンルで再編集したもの）。
- スペシャル版を除いて、全35回。昭和30年 - 昭和64年/平成元年までの、全ての年を取り上げて終了した。
- テーマ曲は、クレイジーケンバンドの『昭和レジデンス』

## ミス
- 2009年1月10日の「昭和ニッポンご当地特集!!」では、若桜線を島根県と放送するミスがあり、次回のレギュラー放送の冒頭で訂正放送をした。
- 2009年4月29日には、「なるほど!昭和バスツアー」が総合テレビで放送された（ゲスト：池上彰、やくみつる、ピエール瀧、八田亜矢子。VTR出演：渡辺裕之、水野裕子、時東ぁみ、織作峰子、林あまり）。この番組では青山一丁目駅付近の都電を玉電と紹介するミスがあり、後日のレギュラー放送で訂正放送をした。

## レギュラー出演者
時間旅行案内人
- 松本和也（NHKアナウンサー）
- 水谷彰宏 - 2009年11月7日放送のみ代理出演

小ネタコレクター
- 山崎バニラ（2008年度まで）
- 神田山陽（2009年度から）
- 神田愛花（NHKアナウンサー） - 2007年11月3日のみ

ナレーター
- 銀河万丈
- 真地勇志
- 杉本るみ

### 各回出演者
| 放送日              | 特集年                       | 特集 | その年生まれ | 先輩組                                                                               | 後輩組                                                 | 証言者 |
| ------------------- | ---------------------------- | --- | --- | ------------------------------------------------------------------------------------ | ------------------------------------------------------ | --- |
| 2007年 01/03        | 昭和42年 （1967年）          | 「四日市ぜんそく」 「グループ・サウンズ」 「リカちゃん人形」 「ミニスカート」 「新宿」 「藤猛」 「足立光宏」 「爆破犯 愛の逃避行」 「世界一周航空路」 「帝国ホテル・ライト館解体」 | 伊集院光 赤川学 生田智子 香田晋 玉ちゃん（浅草キッド） デーブ大久保 南野陽子 ピエール瀧 松村邦洋 渡辺真理            | 中尾彬 小林亜星 かまやつひろし 伊東ゆかり 里中満智子 奈美悦子                        |                                                        | |
| 04/07               | 昭和47年 （1972年）          | 「横井庄一帰還」 「高島平団地」 「札幌冬季オリンピック」 「浅間山荘事件」 「シートピア計画」 「日活ロマンポルノ起訴」                                                              | IZAM 梅宮アンナ 葛西紀明 喜多嶋舞 品川祐（品川庄司） 中川礼二（中川家） マツコ・デラックス 中村獅童                  | 鳥越俊太郎 中村敦夫 玉城満 山田邦子                                                  |                                                        | |
| 05/05               | 昭和52年 （1977年）          | 「（王貞治）756号」 「ピンクレディー」 「ニューネッシー騒動」 「スーパーカーブーム」 「カラオケ騒動」 「泉重千代」 「奥寺康彦」                                                    | 上原さくら 小沢真珠 小比類巻貴之 佐藤藍子 城咲仁 堤下敦 ホリ                                                         | 鳥越俊太郎 梨元勝 伊集院光 KABA.ちゃん 渡辺美奈代                                    |                                                        | |
| 06/02               | 昭和57年 （1982年）          | 「ニコニコ共和国」 「待つわ」 「全国一斉カレー給食の日」 「ニューヨーク反核デモ」 「女子大生 ドーバー海峡横断泳」 「夕張新炭坑閉山」                                               | 内田朝陽 キタキマユ 熊田曜子 小松由佳 水野裕子 三船美佳 山川恵里佳                                                   | 鳥越俊太郎 仲畑貴志 高橋ジョージ 千倉真理 室井佑月                                   |                                                        | |
| 08/04               | 昭和38年 （1963年）          | 「舟木一夫」 「東京工事中」 「38豪雪」 「若い根っこの会」 「名神高速道路」 「新千円札発行」                                                                                        | 130R 田中要次 蝶野正洋 野沢直子 林あまり 森川由加里                                                                  | 天野祐吉 仲本工事 松原智恵子 マギー司郎 中尾ミエ                                     |                                                        | |
| 10/06               | 昭和43年 （1968年）          | 「帰ってきたヨッパライ」 「日大全共闘」 「ねじ式」 「サイケ」 「米軍脱走兵」 「緋牡丹博徒」                                                                                        | 井森美幸 大鶴義丹 近藤サト つんく♂ 舞の海秀平 まこと 枡野浩一                                                        | 天野祐吉 野沢那智 亀渕昭信 篠原勝之 蛭子能収                                         |                                                        | |
| 11/03               | 昭和48年 （1973年）          | 「フィンガー5」 「東京ゴミ戦争」 「ハイセイコー」 「ツチノコ」 「トイレットペーパー騒動」 「江夏豊」                                                                               | 青木さやか 石井正則（アリtoキリギリス） 加藤紀子 川田広樹（ガレッジセール） 設楽統（バナナマン） 中澤裕子 はしのえみ | 天野祐吉 ミッキー・カーチス 高橋源一郎 森永卓郎 T.AKIRA 杉田かおる                   |                                                        | |
| 12/01               | 昭和53年 （1978年）          | 「インベーダーゲーム」 「成田空港開港」 「嫌煙権」 「清里ペンション」 「沖縄730」 「ヤクルト初優勝」                                                                               | 石黒彩 滝本竜彦 田丸麻紀 永井大 長塚智広 原沙知絵 間下このみ                                                         | 天野祐吉 ミッキー・カーチス 池上彰 肥後克広 伊集院光                                 |                                                        | |
| 2008年 02/02        | 昭和58年 （1983年）          | 「おしん」 「尾崎豊」 「ワンルームマンション」 「カフェバー」 「福本豊」 「女子マラソン」                                                                                          | 上田藍 小林恵美 さくら 佐藤智加 末高斗夢 高田梢枝 豊岡真澄                                                           | 天野祐吉 風間トオル 松村邦洋 キャイ〜ン                                              |                                                        | 小林由紀子 小林綾子 須藤晃 松井雅美 福本豊 永田七恵 増田明美                                                    |
| 04/12               | 昭和34年 （1959年）          | 「小林旭」 「伊勢湾台風」 「伝書鳩」 「南極のタロとジロ」 「皇太子殿下ご成婚」 「雪男探検隊」                                                                                      | ダンカン 原日出子 やくみつる                                                                                         | 天野祐吉 中島誠之助 きたろう                                                         | マギー審司 上原さくら                                  | 江森陽弘 三上寛 小林旭                                                                                          |
| 05/17               | 昭和39年 （1964年）          | 「映画『東京オリンピック』」 「五輪宿泊騒動記」 「東京クリーンアップ大作戦」 「五輪デザイン」 「西洋野菜」                                                                         | 甘糟りり子 磯野貴理子 鶴見辰吾                                                                                       | 天野祐吉 中島誠之助 なぎら健壱                                                       | 土田晃之 水野裕子                                      | 三遊亭小遊三 服部幸應                                                                                           |
| 07/05               | 昭和62年 （1987年）          | 「地価高騰」 「テレビゲーム」 「ニュートリノ」 「サラダ記念日」 「首都高と東北道がつながった日」                                                                                   | 遠藤雄弥 織田信成 北川麻美 小町桃子 時東ぁみ 中村梅枝 藤田綾                                                         | 鳥越俊太郎 嵐山光三郎 モト冬樹 青田典子 室井佑月 河相我聞                            |                                                        | |
| 09/13               | 昭和44年 （1969年）          | 「日本の宇宙開発」 「新宿西口フォークゲリラ」 「ナンセンス・ギャグ」 「元祖甲子園アイドル・太田幸司」 「美少年ピーター」                                                           | 浅香唯 堀内健（ネプチューン） 山咲トオル                                                                             | 天野祐吉 篠原勝之 高橋源一郎 ほんこん（130R）                                        | 田中卓志（アンガールズ） 水野裕子                      | なぎら健壱 森永卓郎 垣見恒男 池畑慎之介 太田幸司 宍戸錠 なかにし礼 高石ともや 山本コウタロー                    |
| 10/11               | 昭和49年 （1974年）          | 「超能力ブーム」 「西城秀樹」 「長嶋茂雄引退試合」 「狂乱物価」 「小野田さん帰還」 「ベルばらブーム」                                                                              | さとう珠緒 哲夫（笑い飯） ビビる大木                                                                                 | 石川次郎 うつみ宮土理 蛭子能収 伊集院光                                              | 上原さくら                                             | 西城秀樹 渡辺裕之 榛名由梨 矢追純一 小野田寛郎                                                                  |
| 11/08               | 昭和54年 （1979年）          | 「ガンダム」 「東京サミット」 「口裂け女」 「省エネルック」 「サーフィンブーム」                                                                                                   | 佐藤仁美 笛木優子 POISON GIRL BAND                                                                                   | 天野祐吉 うつみ宮土理 きたろう ほんこん（130R） 土田晃之                             | 八田亜矢子                                             | 山口敏太郎 ドジ井坂 富野由悠季 板野一郎 美樹本晴彦                                                              |
| 12/13               | 昭和59年 （1984年）          | 「グリコ・森永事件」 「コアラ争奪戦」 「植村直己 もう一つの物語」 「おいしい水研究会」 「俺ら東京さ行ぐだ」                                                                        | 半田健人 八田亜矢子 えなりかずき                                                                                     | 江森陽弘 天野祐吉 奈美悦子 杉田かおる ピエール瀧 アンガールズ                        |                                                        | 宮地佑紀生 神足裕司 広岩近広 吉幾三 近田春夫 中川志郎                                                           |
| 02/21               | 昭和30年 （1955年）          | 「砂川闘争」 「マンボ」 「ボディービル」 「ゴジラの逆襲」 「YA-1」 | 麻丘めぐみ 湯浅卓 渡辺裕之                                                                                           | 天野祐吉 ミッキー・カーチス 高橋源一郎                                               | ほんこん（130R） SHEILA 八田亜矢子                     | 中野ブラザーズ 池上彰 雪村いづみ                                                                                |
| 03/21               | 昭和35年 （1960年）          | 「安保闘争」 「松竹ヌーヴェルヴァーグ」 「橋幸夫と潮来」 「筑豊のこどもたち」 「早慶六連戦」                                                                                       | 名越康文 サンプラザ中野くん 織作峰子                                                                                 | 天野祐吉 ミッキー・カーチス 高橋源一郎                                               | ピエール瀧 岡田圭右（ますだおかだ） 大島美幸（森三中） | 水川淳三 池上彰 川津祐介 小山明子 吉田喜重 橋幸夫                                                               |
| 2009年 04/11        | 昭和40年 （1965年）          | 「ベ平連」 「エレキブーム」 「ヨイトマケの唄」 「献血」 「8ミリカメラ革命」 | 藤田朋子 大澄賢也 桐島ノエル                                                                                         | 天野祐吉 ミッキー・カーチス きたろう ほんこん                                        | 室井佑月 水野裕子                                      | 湯川れい子 轡田隆史 芦原すなお 美輪明宏 エド山口 モト冬樹 寺内タケシ 大林宣彦 田原総一朗                        |
| 05/09               | 昭和64年 平成元年 （1989年） | 「昭和から平成へ」 「地方博覧会」 「バンドブーム」 「中国人留学生」 「千代の富士」                                                                                                 | 江成正元 室田伊緒 水崎綾女                                                                                           | 天野祐吉 篠原勝之 高橋源一郎 ダンカン カンニング竹山 和希沙也                        |                                                        | 田島一昌 氏神一番 古見修一                                                                                      |
| 06/06               | 昭和45年 （1970年）          | 「大阪万博」 「コザ騒動」 「ママさんバレー」 「よど号ハイジャック事件」 「田子の浦ヘドロ公害」                                                                                     | 相田翔子 バッファロー吾郎 セイン・カミュ                                                                             | 天野祐吉 中島誠之助 高橋源一郎 ほんこん（130R） 岡田圭右（ますだおかだ）             | 早坂好恵                                               | 轡田隆 浜村淳 吉岡攻 佐々淳行                                                                                   |
| 07/11               | 昭和50年 （1975年）          | 「暴走族」 「赤ヘル旋風」 「銭湯」 「エベレスト登頂」 「たいやきくん」 | 雨宮処凛 山本高広 武田双雲                                                                                           | 天野祐吉 ミッキー・カーチス きたろう やくみつる 室井佑月                             | NON STYLE                                              | 風見しんご 中部博 長谷部稔                                                                                      |
| 09/12               | 昭和55年 （1980年）          | 「漫才ブーム」 「モスクワ五輪ボイコット」 「竹の子族」 「テクノポップブーム」 | 井上裕介 山田まりや 夏川純                                                                                           | 天野祐吉 篠原勝之 高橋源一郎 渡辺正行 カンニング竹山                                 | 水野裕子                                               | 杉山茂 松武秀樹 石田明（NON STYLE） ザ・ぼんち 板尾創路 長義和 瀬古利彦 サエキけんぞう タカダ・コーポレーション |
| 10/10               | 昭和60年 （1985年）          | 「食通ブーム」 「阪神タイガース優勝」 「女子プロレス」 「風営法」 | 石川梨華 大沢あかね 斉藤慶太 斉藤祥太                                                                                | 天野祐吉 中尾彬 高橋源一郎 ほんこん（130R） 岡田圭右（ますだおかだ） 安田美沙子      |                                                        | 池田親興 工藤めぐみ 松村邦洋 宮本信子 生稲晃子 吉田義男 川藤幸三 長与千種 ダンプ松本                            |
| 11/07               | 昭和31年 （1956年）          | 「石原兄弟」 「水俣病」 「通天閣再建」 「日本モンキーセンター」 | 小堺一機 渡辺正行 黒田福美                                                                                           | 天野祐吉 中尾彬 きたろう                                                             | ほんこん（130R） 島崎和歌子 山口もえ                   | 川津祐介 宮澤信雄 石原慎太郎 長門裕之 河合雅雄                                                                  |
| 12/05               | 昭和36年 （1961年）          | 「クレージーキャッツ」 「柏鵬時代」 「小児マヒ」 「愛知用水」 | 江川達也 角田信朗 斉藤慶子                                                                                           | 天野祐吉 ミッキー・カーチス 高橋源一郎 やくみつる                                    | TIM 安田美沙子                                         | 原和男 伊東ゆかり 犬塚弘 大鵬幸喜 前田武彦 なべおさみ                                                           |
| 2010年 02/13        | 昭和41年 （1966年）          | 「ビートルズ来日」 「怪獣ブーム」 「巨人の星」 「連続航空機事故」 | 松本明子 パパイヤ鈴木 伊藤かずえ                                                                                     | 天野祐吉 石坂浩二 きたろう 高橋ジョージ                                              | 増田英彦（ますだおかだ） 森下千里                      | 河崎実 高嶋弘之 加藤青延 かまやつひろし 定岡正二 前根明                                                         |
| 03/13               | 昭和46年 （1971年）          | 「三里塚闘争」 「仮面ライダー」 「輪島功一」 | カンニング竹山 木本武宏（TKO） 田中律子                                                                              | 天野祐吉 篠原勝之 高橋源一郎 ダンカン 浅香唯                                         | ISSA                                                   | 北井一夫 藤岡弘、 佐々木剛 木下隆行 輪島功一                                                                    |
| 05/29               | 昭和51年 （1976年）          | 「猪木vsアリ」 「ミグ25事件」 「長嶋巨人優勝と人工芝」 | アンガールズ くわばたりえ 岩崎ひろみ                                                                                 | 天野祐吉 徳光和夫 住田裕子 ほんこん（130R） 岡田圭右（ますだおかだ）                 | 眞鍋かをり                                             | 夢枕獏 秋元千明 アントニオ猪木                                                                                  |
| 07/31               | 昭和32年 （1957年）          | 「南極観測隊」 「下着革命」 「小型三輪自動車ミゼット」 | 桑野信義 森永卓郎 中島啓江                                                                                           | 天野祐吉 中村玉緒 きたろう                                                           | ROLLY アメリカザリガニ 森下千里                        | ピーコ 伊村智 田辺聖子                                                                                          |
| 08/28               | 昭和56年 （1981年）          | 「中国残留孤児」 「なんとなく、クリスタル」 「ヤンバルクイナ」 | 新山千春 森下千里 内山信二                                                                                           | 天野祐吉 中尾彬 高橋源一郎 ほんこん（130R） 岡田圭右（ますだおかだ）                 | 平山あや                                               | 松田輝雄 大谷昭宏 田中康夫                                                                                      |
| 09/25               | 昭和37年 （1962年）          | 「吉永小百合ブーム」 「堀江謙一」 「YS-11」 | 石塚英彦（ホンジャマカ） ダイアモンド✡ユカイ 高木美保                                                                | 天野祐吉 中尾彬 きたろう やくみつる                                                  | 羽野晶紀 ナイツ                                        | 諸戸舜輔 川端一 堀江謙一 橋幸夫 浜田光夫                                                                        |
| 11/27               | 昭和61年 （1986年）          | 「パンダの赤ちゃん」 「中野浩一10連覇」 「有楽町3億円事件」 | 三倉茉奈 佐藤唯 ハライチ                                                                                             | 天野祐吉 徳光和夫 笑福亭鶴光 鴻上尚史 スピードワゴン 辺見えみり                      |                                                        | 加藤青延 滝澤正光 中野浩一 新田恵利                                                                             |
| 12/18               | 昭和33年 （1958年）          | 「月光仮面」 「日劇ウエスタンカーニバル」 「八郎潟干拓」 | みうらじゅん かとうかず子 高橋ジョージ                                                                               | 天野祐吉 ミッキー・カーチス 大森一樹 笑福亭笑瓶                                      | 木下隆行（TKO） スザンヌ                               | 小松喜治 平尾昌晃 山下敬二郎 中村靖彦 大和田伸也 大瀬康一                                                       |
| 2011年 03/26 最終回 | 昭和63年 （1988年）          | 「美空ひばり・不死鳥コンサート」 「“東京都”湯沢町」 「ソウルオリンピック」 | 中尾明慶 多岐川華子 佐藤由加理（SDN48）                                                                              | 天野祐吉 徳光和夫 高橋源一郎 ダイアモンド✡ユカイ 伊集院光 里田まい（カントリー娘。） |                                                        | 小谷実可子 加藤和也 金子勝 片山満津芳 金子正子 小針進                                                           |